# 李永盛
李永盛（1951年1月25日—2025年5月8日），上海人，中国隧道及地下工程专家。曾任同济大学常务副校长。

## 生平
1968年至1977年，在上海隧道工程公司工作，参加打浦路隧道等工程的建设。1977年进入同济大学地下建筑专业就读，师从孙钧院士，1985年获博士学位。1987年和1992年，分别赴美国明尼苏达大学交流学习和工作。历任同济大学地下建筑与工程系地下建筑教研室副主任，研究生院副院长，设计总院常务副院长，土木工程学院常务副院长、院长，校长助理、副校长等职。2008年12月至2011年7月，任同济大学常务副校长。
2011年后，历任同济大学技术转移中心董事长、同济大学校务委员会副主任、党的群众路线教育实践活动第一督导组组长等职。2015年8月至2021年8月，担任上海济光职业技术学院院长。2025年5月8日15时56分在上海市新华医院去世，享年74岁。

## 社会职务
- 杨浦区人大代表（2003年3月—2012年1月）[5]
- 上海同济科技实业股份有限公司董事（2003年6月—2009年9月）[6]
- 上海隧道工程股份有限公司独立董事（2012年6月—2018年12月）
- 中国土木工程学会副理事长（2012年6月—2018年6月）
- 中国岩石力学与工程学会副理事长（2008年—2012年）

## 出版物
- 《建筑装饰工程设计》